# باسائوری
باسائوری (به اسپانیایی: Basauri) یک منطقهٔ مسکونی در اسپانیا است که در استان بیسکای و در سرزمین باسک واقع شده‌است.
باسائوری ۷٫۰۱ کیلومتر مربع مساحت دارد.